# Violante Bentivoglio

Stemma dei Bentivoglio

Violante Bentivoglio (1505 – Caravaggio, novembre 1572) era figlia di Alessandro Bentivoglio e di Ippolita Sforza. Violante era il nome di sua zia, che sposò Pandolfo IV Malatesta, ultimo signore di Rimini.

## Biografia
Contessa di Galliate, sposò nel 1520 Giovanni Paolo I Sforza (1497-1535), detto Giampaolo, figlio illegittimo che il duca di Milano Ludovico il Moro aveva avuto dall'amante Lucrezia Crivelli. 
Nel 1532 divenne marchesa consorte di Caravaggio e contessa consorte di Galliate in seguito alla nomina del marito avvenuta ad opera di Francesco II Sforza duca di Milano e figlio legittimo di Ludovico il Moro e Beatrice d'Este.

## Discendenza
Violante diede al marito due figli: 
- Ludovica (1522 o 1523-1561);
- Muzio Sforza (febbraio 1531[2]-22 novembre 1552)[3], che succedette al padre.

I figli di Violante e Giovanni Paolo diedero vita al ramo degli Sforza marchesi di Caravaggio, che durò fino al 1697, morte dell'ultimo discendente Francesco III Sforza.

## Ascendenza
|                                               |                                         |                                           | Genitori                                               |  |  | Nonni |  |  | Bisnonni                                       |  |  | Trisnonni                                         |  |
|                                               |                                         |                                           |                                                        |  |  |       |  |  | Annibale I Bentivoglio, III signore di Bologna |  |  | Anton Galeazzo Bentivoglio, II signore di Bologna |  |
|                                               |                                         |                                           |                                                        |  |  |       |  |  | Annibale I Bentivoglio, III signore di Bologna |  |  | Anton Galeazzo Bentivoglio, II signore di Bologna |  |
|                                               |                                         | Francesca Gozzadini                       |                                                        |  |  |       |  |  | Annibale I Bentivoglio, III signore di Bologna |  |  |                                                   |  |
| Giovanni II Bentivoglio, V signore di Bologna |                                         |                                           |                                                        |  |  |       |  |  | Annibale I Bentivoglio, III signore di Bologna |  |  |                                                   |  |
|                                               |                                         | Donnina Visconti                          | Lancillotto Visconti, signore di Pagazzano             |  |  |       |  |  |                                                |  |  |                                                   |  |
|                                               |                                         | Donnina Visconti                          | Lancillotto Visconti, signore di Pagazzano             |  |  |       |  |  |                                                |  |  |                                                   |  |
|                                               |                                         | Donnina Visconti                          | …                                                      |  |  |       |  |  |                                                |  |  |                                                   |  |
| Alessandro Bentivoglio, conte di Campagna     |                                         | Donnina Visconti                          |                                                        |  |  |       |  |  |                                                |  |  |                                                   |  |
|                                               |                                         | Alessandro Sforza, VIII signore di Pesaro | Giacomo "Muzio" Attendolo "Sforza", conte di Cotignola |  |  |       |  |  |                                                |  |  |                                                   |  |
|                                               |                                         | Alessandro Sforza, VIII signore di Pesaro | Giacomo "Muzio" Attendolo "Sforza", conte di Cotignola |  |  |       |  |  |                                                |  |  |                                                   |  |
|                                               |                                         | Alessandro Sforza, VIII signore di Pesaro | Lucia Terzani                                          |  |  |       |  |  |                                                |  |  |                                                   |  |
| Ginevra Sforza                                |                                         | Alessandro Sforza, VIII signore di Pesaro |                                                        |  |  |       |  |  |                                                |  |  |                                                   |  |
|                                               |                                         | …                                         | …                                                      |  |  |       |  |  |                                                |  |  |                                                   |  |
|                                               |                                         | …                                         | …                                                      |  |  |       |  |  |                                                |  |  |                                                   |  |
|                                               |                                         | …                                         | …                                                      |  |  |       |  |  |                                                |  |  |                                                   |  |
| Violante Bentivoglio                          |                                         | …                                         |                                                        |  |  |       |  |  |                                                |  |  |                                                   |  |
|                                               | Galeazzo Maria Sforza, V duca di Milano | Francesco Sforza, IV duca di Milano       |                                                        |  |  |       |  |  |                                                |  |  |                                                   |  |
|                                               | Galeazzo Maria Sforza, V duca di Milano | Francesco Sforza, IV duca di Milano       |                                                        |  |  |       |  |  |                                                |  |  |                                                   |  |
|                                               | Galeazzo Maria Sforza, V duca di Milano | Bianca Maria Visconti                     |                                                        |  |  |       |  |  |                                                |  |  |                                                   |  |
| Carlo Sforza, conte di Magenta                | Galeazzo Maria Sforza, V duca di Milano |                                           |                                                        |  |  |       |  |  |                                                |  |  |                                                   |  |
|                                               |                                         | Lucrezia Landriani                        | …                                                      |  |  |       |  |  |                                                |  |  |                                                   |  |
|                                               |                                         | Lucrezia Landriani                        | …                                                      |  |  |       |  |  |                                                |  |  |                                                   |  |
|                                               |                                         | Lucrezia Landriani                        | …                                                      |  |  |       |  |  |                                                |  |  |                                                   |  |
| Ippolita Sforza                               |                                         | Lucrezia Landriani                        |                                                        |  |  |       |  |  |                                                |  |  |                                                   |  |
|                                               |                                         | Angelo Simonetta                          | Gentile Simonetta                                      |  |  |       |  |  |                                                |  |  |                                                   |  |
|                                               |                                         | Angelo Simonetta                          | Gentile Simonetta                                      |  |  |       |  |  |                                                |  |  |                                                   |  |
|                                               |                                         | Angelo Simonetta                          | …                                                      |  |  |       |  |  |                                                |  |  |                                                   |  |
| Bianca Simonetta                              |                                         | Angelo Simonetta                          |                                                        |  |  |       |  |  |                                                |  |  |                                                   |  |
|                                               |                                         | Francesca della Scala                     | Chichino della Scala                                   |  |  |       |  |  |                                                |  |  |                                                   |  |
|                                               |                                         | Francesca della Scala                     | Chichino della Scala                                   |  |  |       |  |  |                                                |  |  |                                                   |  |
|                                               |                                         | Francesca della Scala                     | …                                                      |  |  |       |  |  |                                                |  |  |                                                   |  |
|                                               |                                         | Francesca della Scala                     |                                                        |  |  |       |  |  |                                                |  |  |                                                   |  |